# پیشیاوادا
پَیشیاوادا (به پارسی باستان: ) یکی از شهرهای ایران باستان بود.
بنا بر سنگ‌نوشته بیستون گئومات مغ در سال ۵۲۲ پ.م بر کوهی به نام آراکادریش نزدیک شهر ایرانی پیشیاوادا خود را به دروغ بردیا نامید و اعلام شاهنشاهی کرد.
پیشیاوادا «محل بایگانی‌ها و متون مقدس» احتمالاً مربوط به پاسارگاد بوده‌ است. ریشه نام آن مشتق از واژه‌های پارسی باستان paishiya- (نوشتن) و -uvada (آبادی، اقامتگاه) است. صورت فارسی امروزی این نام را می‌توان «وشت‌آباد» (با کسره و) نوشت. (پیشوند نِ در واژه «نوشتن» بعداً در زبان فارسی افزوده شده و معنی پایین و زیر می‌دهد).
نام این دژ در رونوشت آرامی سنگ‌نوشته بیستون که در جزیره الفانتین نیل در مصر پیدا شده و توسط دانشمند انگلیسی، کولی، زیر عنوان «پاپیروس‌های آرامی از سدهٔ پنجم پیش از میلاد» چاپ شده، ذکر شده‌است.
جای شهر پیشیاوادا (وشت‌آباد) معلوم نیست ولی جایگاه آن را جایی در کوه‌های زاگرس در مرز پارس و ایلام گمان زده‌اند.
کتاب‌خانه پیشیاوادا جزو خزانه شاهی بود و از نوع بایگانی لوح‌های ایلامی که در تخت جمشید به‌دست آمده به‌شمار می‌آمد. این کتاب‌خانه مخزن مدارک و اسناد رسمی بود که روی لوح‌ها با خط میخی به پیوست رونوشت آرامی آن‌ها که روی چرم یا مقوایی به آن بسته بودند نوشته شده‌ بود.